# Ridikyl

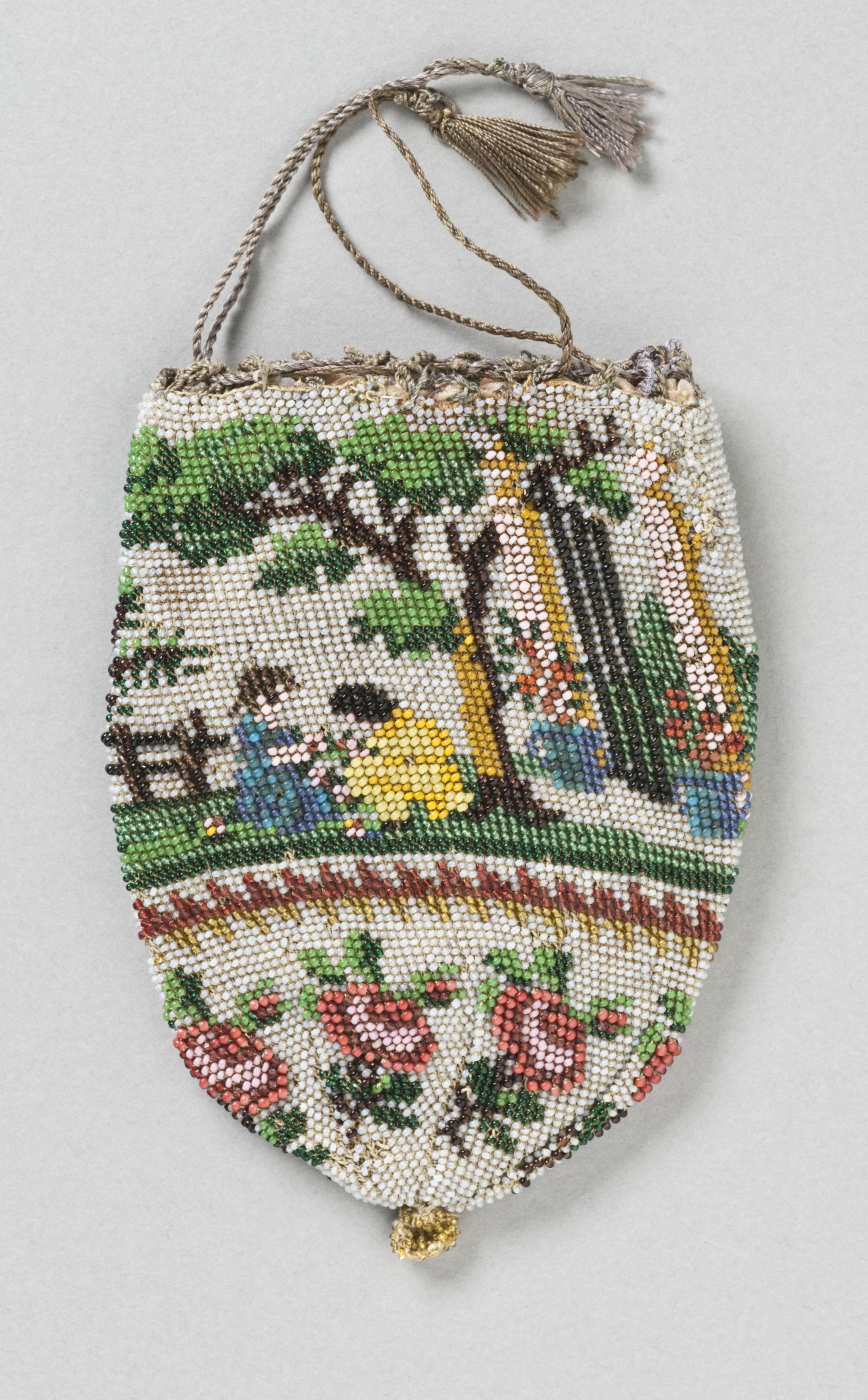
Ridikyl.

Ridikyl var förr, främst under 1700- och 1800-talet, en sorts handväska med rund botten som förslöts med ett band. De kroppsnära svepande kjolarna som blev moderna efter franska revolutionen kunde inte dölja den traditionella kjolsäcken som stoppades in under kjolen. Därför föddes ridikylen, som kunde hänga i ett band över armen. Till utseendet påminde den om en modern gymnastik- eller sypåse. Den upplevdes ganska fånig i början, därav namnet ridicule, "löjlig". I fållen upptill löpte ett långt sidenband, så att påsen kunde slutas med en dragsko. Ridikyler var oftast hemmagjorda och syddes av ett påkostat tyg, till exempel sammet eller tjockt siden. Ridikyler förekom mest i de högre samhällsskikten.